# Ivan Salasegi
Ivan Salasegi ali Janoš Salasegi (madžarsko Szalaszegi János), evangeličanski duhovnik in verjetno dekan Evangeličanske Dekanije Murske Sobote leta 1612.
Njegov oče, Juri Salasegi je bil prav tako duhovnik in dekan v Murski Soboti leta 1593. Po mnenju Vilka Novaka je Ivan Salasegi sestavil Staro Martjansko pesmarico.